# Contrast

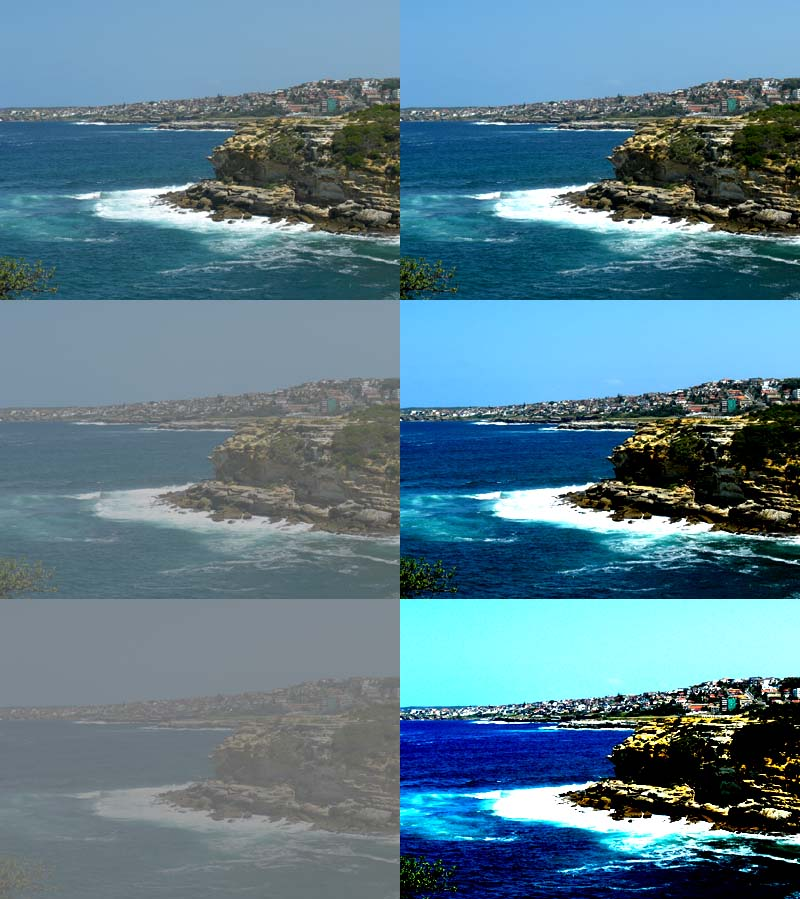
Veranderingen gemaakt in contrast.

Een contrast is het verschil tussen tegenstellingen en overeenkomsten. Bijvoorbeeld tussen licht en donker of tussen twee kleuren, tussen personen, tussen of binnen stukken muziek (juxtapositie). Een hoog contrast duidt op een groot verschil, zwart en wit, dag en nacht. Een laag contrast duidt op weinig verschil: grijstinten onderling bijvoorbeeld.
Het contrast tussen letters en de achtergrond is bijvoorbeeld bepalend voor de leesbaarheid. Als er weinig of geen verschil in helderheid is, maar alleen verschil in kleur, dan kan dit voor een kleurenblinde te weinig contrast opleveren.

## Fotografie en film
In de fotografie en film is de beheersing van het contrast een technische uitdaging: hoe krijgt een fotograaf een foto zo dat zowel de donkere als in de lichte partijen nog doortekend zijn.
Een foto met laag contrast (bevat bijvoorbeeld geen diep zwart of helder wit) is grijzig en maakt dikwijls een matte indruk. Een foto met hoog contrast daarentegen bevat zowel diep zwart als helder wit. Fototoestellen en filmcamera's hebben in de eenentwintigste eeuw hulpmiddelen om overbelichte delen op een scherm of in de zoeker zichtbaar te maken, zodat de fotograaf of filmer het diafragma aan te passen.

### Film
Een (zwart-wit) negatief kan, als het normaal ontwikkeld is een contrast van ongeveer een factor 1000 overbruggen. De afdruk kan vervolgens gemaakt worden op 'hard' of 'zacht' fotopapier, waarbij zacht papier grote verschillen in belichting vertaalt naar kleine verschillen in grijstint, en hard papier net omgekeerd. Extreem hard papier heeft een abrupte overgang van wit naar zwart zonder tussenliggende grijstinten.
De Amerikaanse fotograaf Ansel Adams ontwikkelde een systeem waarmee door pre-visualisatie en een gestandaardiseerde afwerking bij het maken van de foto al exact bepaald kan worden welke tinten de uiteindelijke foto zal krijgen. Dit systeem noemde hij het Zone-systeem.

### Digitale fotografie
Bij de digitale fotografie wordt het contrast veelal automatisch binnen zekere grenzen aangepast aan de opnameomstandigheden. De beeldinformatie die van de beeldsensor komt wordt meestal met een oplossend vermogen van 12 bits gedigitaliseerd, waarmee 4096 verschillende helderheidsniveaus beschikbaar zijn. De meeste bestandsformaten, zoals JPEG, kennen (per kleur) maar 8 bits oftewel 256 helderheidsniveaus. De in de camera ingebouwde processor zal de verdeling van de helderheden analyseren en de kleurdiepte terugbrengen tot wat nodig is. Bij gebruik van het RAW-opslagformaat kan deze berekening achteraf uitgevoerd en door de gebruiker beïnvloed worden. Bij extreme tegenstellingen, kan door middel van HDR, deze tot een aanvaardbaar niveau worden teruggebracht.

## Schilderkunst
In de schilderkunst is kennis van de  kleurcontrasten een middel om een schilderij bewust evenwichtig of juist spannend te maken. 